# محوطه گوادری دپ
محوطه گوادری دپ در شهرستان سرباز، بخش سرباز، دهستان سرباز، ۳۰۰ متری غرب روستای گوادری دپ واقع شده و این اثر در تاریخ ۲۷ اسفند ۱۳۸۶ با شمارهٔ ثبت ۲۲۶۸۵ به‌عنوان یکی از آثار ملی ایران به ثبت رسیده است.